# Fenstad
Fenstad là một làng nằm ở Na Uy.